# Krajna Brda
Krajna Brda este o localitate din comuna Sevnica, Slovenia, cu o populație de 76 de locuitori.